# Long-range acoustic device

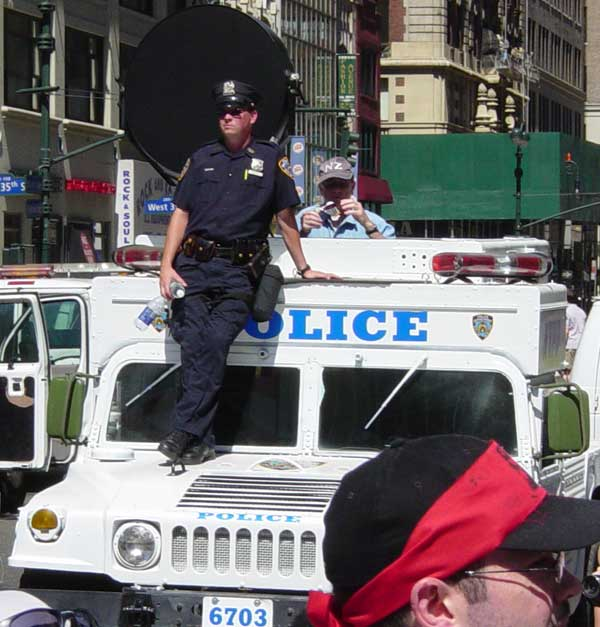
De LRAD is gemonteerd op de patrouillewagen voor gebruik bij manifestaties.

Een long-range acoustic device (LRAD), ook wel geluidskanon genoemd, is een apparaat ontworpen om een menigte mensen in bedwang te houden. De LRAD zendt geluidsgolven uit die harder zijn dan de menselijke pijngrens en dwingt de mensen dus om afstand te nemen. De gevolgen van LRAD kunnen permanente gehoorschade zijn en zelfs tijdelijk zichtverlies.
De LRAD kan niet enkel gebruikt worden als niet-dodelijk wapen maar ook als eenvoudige megafoon die een stem of geluid versterkt tot op niet-pijnlijk niveau.

## Werking
In tegenstelling tot normale luidsprekers is de LRAD-geluidsbron opgebouwd uit een reeks piëzo-elektrische transducers.
- Een transducer is een omvormer van energie, bijvoorbeeld een speaker die elektrische energie omzet in bewegingsenergie van luchtmoleculen.
- De term piëzo-elektrisch duidt op een materiaal dat van vorm verandert naarmate de elektrische lading van dit materiaal wijzigt.

De alledaagse luidspreker heeft 1 membraan (de transducer) dat trilt door het elektrische signaal aan de ingang van de luidspreker. De LRAD daarentegen stuurt een elektrisch signaal naar al zijn minuscule transducers die dan allemaal beginnen te trillen door het piëzo-elektrische materiaal waaruit ze vervaardigd zijn. Deze trillingen fungeren zoals de trilling van een luidspreker en doen de luchtmoleculen trillen (=geluid). Al deze kleine transducers produceren geluidsgolven die met elkaar in fase staan. Golven die in fase staan creëren één grote golf waarvan de amplitude (intensiteit) de som is van alle kleine golven.
Daar waar gewone luidsprekers hun geluid in een brede kring uitsturen is het geluid van de LRAD gerichter. Dit wil zeggen dat er een smalle straal uit het apparaat komt, door het apparaat te draaien kan de straal gericht worden. Dit heeft als gevolg dat je naast het apparaat het geluid veel minder hoort dan er voor.

## Gebruik

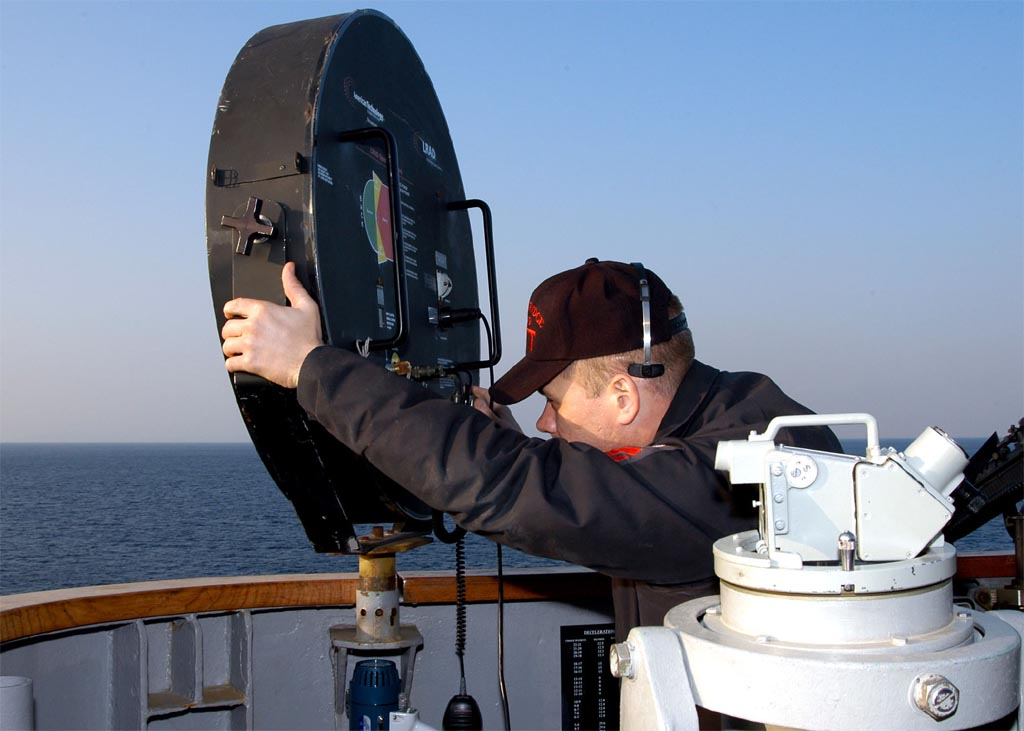
De LRAD wordt ook ingezet op schepen om aanvallen van bijvoorbeeld piraten af te weren.

De LRAD wordt onder andere gemonteerd op politievoertuigen om een menigte mensen uit elkaar te drijven. Een andere toepassing van dit apparaat is de montage ervan op schepen, zo dit kan worden ingezet bij aanvallen van bijvoorbeeld piraten.
Enkele gebeurtenissen in verband met LRAD:
- Bij de G20 bijeenkomst in Pittsburgh in september 2009 bleek het apparaat succesvol te werken toen de menigte spontaan uiteenging na het inschakelen ervan.
- In november 2005 heeft het cruiseschip Seabourn Spirit een LRAD gebruikt toen het voor de Somalische kust werd aangevallen door piraten. Het schip werd echter toch ingenomen en de bemanning werd gedwongen van boord te gaan. Naar aanleiding van dit feit werd het nut van LRAD in twijfel getrokken.
- In februari 2009 hebben Japanse walvisjagers LRAD-apparaten op hun vloot gemonteerd om zich te weren tegen milieuactivisten.
- In maart 2025 werd vermoed dat de Servische politie een LRAD gebruikte tijdens de massale protesten tegen de regering.[1]